# كويكب نوع-B

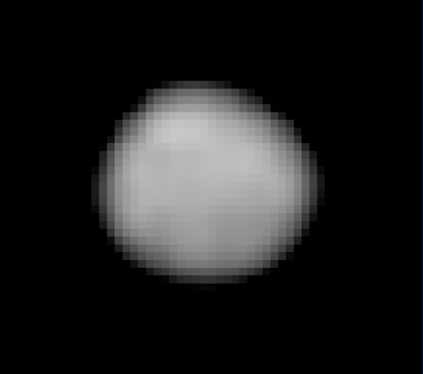
الكويكب بالاس 2 وهو من النوع بي.

كويكب من النوع بي أو (B-type asteroids) هي نوع من الكويكبات محدودة الكمية من الكويكبات الكربونية التي تقع ضمن نطاق مجموعة الكويكبات سي أو (C-group) في عائلة الكويكبات , هذا النوع متوافر في الإطار الخارجي لحزام الكويكبات , وهي تهيمن على زاوية الميلان العالية لعائلة الكويكبات بالاس التي تحتوي على ثاني أكبر كويكب بالاس 2.
يعتقد أنها من مواد متطايرة قديمة تعود إلى نشأة النظام الشمسي , وهناك 66 كويكب من النوع بي قد تم اكتشافه حتى مارس 2015.

## هيئة الكويكب
بشكل عام النوع بي يشبه النوع سي لكنه يختلف عنه في حالة الرصد بالأشعة فوق البنفسجية تحت 0.5 مايكروميتر يبدو أصغر أو حتى يختفي. ويبدو في الطيف على الأحرى أنه مزرق وليس محمر.
أيضا بياضه يبدو أكبر من بياض الكويكبات من النوع سي بشكل عام , وهو يترواح بين 0.04 حتى 0.08.
مطيافية النوع بي تقترح أن سطحه يحتوي على مكونات من السليكيات اللامائية , هدرات الصلصال المعدنية , بوليمرات عضوية , أكسيد الحديد الأسود , الكبريتيد.
أقرب جسم مشابه لهذا النوع من الكويكبات قد تم التوصل له بعدما تم معالجة شهاب من نوع كوندريت وتسخينه في معمل.

## كويكبات مدروسة من النوع بي
الكوكيب بينو 101955 هو من النوع بي , والذي كان هدفاً للمسبار اوسايرس-ركس , هدف المهمة هو البحث عن تركيب الكويكب عبر مسح سطحه ودراسة تأثير ياركوفيسكي , و إحضار عينة منه إلى الأرض في عام 2023 , (سيتم إطلاق المركبة في 2016.